# 15 Dywizja Piechoty „Bergamo”
15 Dywizja Piechoty „Bergamo” – jeden ze włoskich związków taktycznych piechoty okresu II wojny światowej.
Dowódcą dywizji był gen. Pietro Beletti.

## Skład w 1940
- 25 pułk piechoty,
- 26 pułki piechoty,
- 4 pułk artylerii,
- 89 legion Czarnych Koszul,
- 15 batalion moździerzy,
- 15 batalion saperów,
- 15 kompania przeciwpancerna,